# Điện Mặt Trời ở Trung Quốc

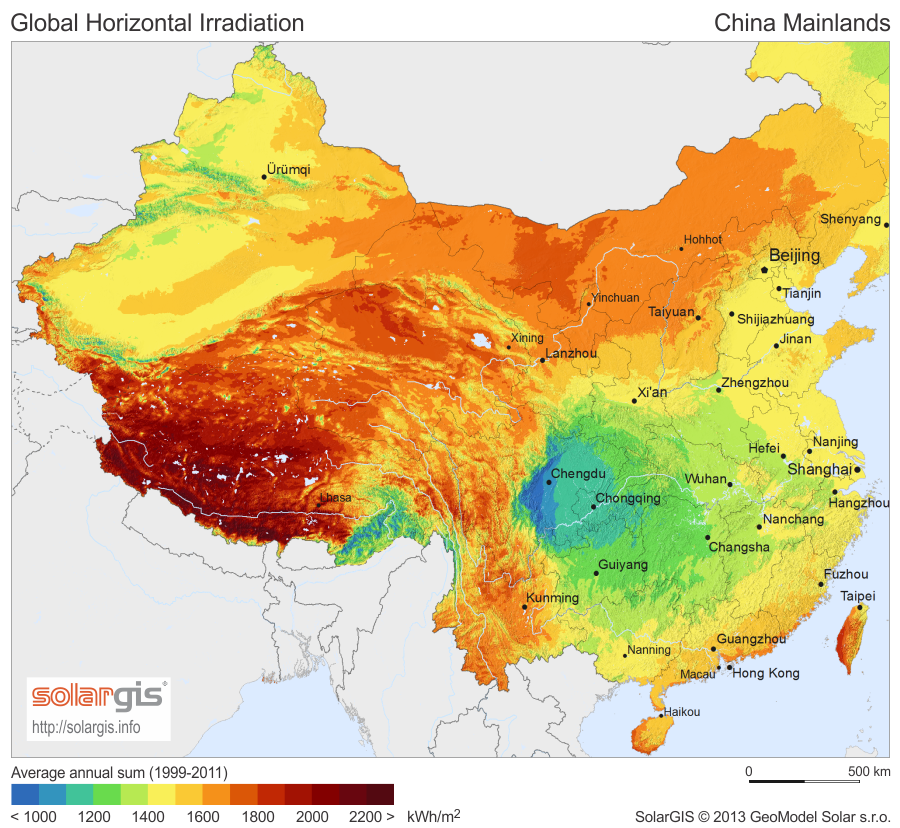
Tiềm năng năng lượng Mặt Trời của Trung Quốc.

Trung Quốc là thị trường lớn nhất thế giới cho cả điện Mặt Trời và năng lượng nhiệt Mặt Trời. Ngành công nghiệp điện Mặt Trời của Trung Quốc bắt đầu bằng việc chế tạo pin Mặt Trời cho các vệ tinh và chuyển sang sản xuất pin Mặt Trời trong nước vào cuối những năm 1990. Sau khi các ưu đãi đáng kể của chính phủ được đưa ra vào năm 2011, thị trường năng lượng Mặt Trời của Trung Quốc đã tăng trưởng đáng kể: nước này trở thành quốc gia lắp đặt điện Mặt Trời hàng đầu thế giới vào năm 2013. Trung Quốc đã vượt qua Đức để trở thành nhà sản xuất năng lượng Mặt Trời lớn nhất thế giới vào năm 2015, và trở thành quốc gia đầu tiên có tổng công suất điện Mặt Trời lắp đặt trên 100 GW vào năm 2017.
Vào cuối năm 2018, Trung Quốc có công suất năng lượng Mặt Trời tích lũy được lắp đặt là 174 GW.
Vào cuối năm 2020, tổng công suất điện Mặt Trời lắp đặt của Trung Quốc là 253 GW, chiếm 1/3 tổng công suất điện Mặt Trời lắp đặt trên thế giới (760,4 GW).
Hầu hết năng lượng Mặt Trời của Trung Quốc được tạo ra ở các tỉnh phía tây và được chuyển đến các khu vực khác của đất nước. Năm 2011, Trung Quốc sở hữu nhà máy điện Mặt Trời lớn nhất thế giới lúc bấy giờ là Huanghe Hydropower Golmud Solar Park, có công suất điện Mặt Trời là 200 MW. Năm 2018, Trung Quốc lại giữ kỷ lục với Tengger Desert Solar Park với công suất điện Mặt Trời là 1,5 GW. Trung Quốc hiện sở hữu nhà máy điện Mặt Trời lớn thứ hai thế giới là Huanghe Hydropower Hainan Solar Park, có công suất 2,2 GW.
Làm nóng nước bằng năng lượng Mặt Trời cũng được triển khai rộng rãi, với tổng công suất lắp đặt là 290 GWth vào cuối năm 2014, chiếm khoảng 70% tổng công suất năng lượng nhiệt Mặt Trời được lắp đặt trên thế giới.

## Lịch sử
Theo kế hoạch được công bố bởi Ủy ban cải cách và phát triển quốc gia năm 2007, công suất năng lượng Mặt Trời lắp đặt của Trung Quốc sẽ tăng lên 1.800 MW vào năm 2020. Tuy nhiên, vào năm 2009, Wang Zhongying, một quan chức của Ủy ban, đã đề cập tại một hội nghị về năng lượng Mặt Trời ở Thượng Hải rằng kế hoạch có thể vượt quá nhiều lần, với công suất lắp đặt có thể đạt 10 GW vào năm 2020.